# Ліявол-є-Алія
Ліявол-є-Алія (перс. لياول عليا) — село в Ірані, у дегестані Дольфак, у бахші Хурґам, шагрестані Рудбар остану Ґілян. За даними перепису 2006 року, його населення становило 303 особи, що проживали у складі 92 сімей.

## Клімат
Середня річна температура становить 11,43 °C, середня максимальна – 26,46 °C, а середня мінімальна – -4,76 °C. Середня річна кількість опадів – 432 мм.
| Клімат поселення                              | Клімат поселення | Клімат поселення | Клімат поселення | Клімат поселення | Клімат поселення | Клімат поселення | Клімат поселення | Клімат поселення | Клімат поселення | Клімат поселення | Клімат поселення | Клімат поселення | Клімат поселення |
| Показник                                      | Січ.             | Лют.             | Бер.             | Квіт.            | Трав.            | Черв.            | Лип.             | Серп.            | Вер.             | Жовт.            | Лист.            | Груд.            |                  |
| Середній максимум, °C                         | 6,64             | 7,18             | 9,90             | 15,40            | 20,10            | 24,80            | 26,46            | 26,28            | 22,83            | 19,28            | 13,06            | 8,12             |                  |
| Середня температура, °C                       | 0,95             | 1,49             | 4,19             | 9,70             | 14,38            | 19,10            | 21,68            | 21,50            | 18,05            | 14,50            | 8,27             | 3,35             |                  |
| Середній мінімум, °C                          | −4,76            | −4,22            | −1,5             | 4,00             | 8,68             | 13,40            | 16,90            | 16,71            | 13,27            | 9,71             | 3,48             | −1,45            |                  |
| Норма опадів, мм                              | 38               | 37               | 65               | 55               | 33               | 12               | 14               | 13               | 20               | 39               | 50               | 56               |                  |
| Середньомісячна швидкість вітру, м/с          | 2.04             | 2.60             | 2.74             | 2.83             | 2.36             | 2.33             | 2.23             | 2.10             | 1.95             | 1.80             | 2.09             | 2.09             |                  |
| Середньомісячна сонячна радіація, кДж/м²·день | 7618             | 10033            | 12356            | 16508            | 20411            | 23035            | 22979            | 19983            | 16909            | 12264            | 9245             | 7354             |                  |
| --------------------------------------------- | ---------------- | ---------------- | ---------------- | ---------------- | ---------------- | ---------------- | ---------------- | ---------------- | ---------------- | ---------------- | ---------------- | ---------------- | ---------------- |
| Джерело:                                      |                  |                  |                  |                  |                  |                  |                  |                  |                  |                  |                  |                  |                  |